# Inzago
Inzago település Olaszországban, Lombardia régióban, Milánó megyében. Lakosainak száma 11 230 fő (2023. január 1.). Inzago Cassano d’Adda, Masate, Pozzuolo Martesana, Bellinzago Lombardo, Gessate és Pozzo d’Adda községekkel határos.

## Népesség
A település lakossága az elmúlt években az alábbi módon változott:
| Lakosok száma | 10 957 | 10 947 | 10 949 | 11 230 |
|               | 2013   | 2017   | 2018   | 2023   |